# Trichoridia warreni
Trichoridia warreni là một loài bướm đêm trong họ Noctuidae.